# Sainte-Cécile-d’Andorge
Sainte-Cécile-d’Andorge ist eine französische Gemeinde mit 528 Einwohnern (Stand 1. Januar 2022) im Département Gard in der Region Okzitanien.

## Geografie
Die Gemeinde Sainte-Cécile-d’Andorge liegt am Oberlauf des Gardon d’Alès an der Grenze zum Département Lozère, etwa 16 Kilometer nordwestlich von Alès. Die Cevennen-Bahnlinie zwischen Clermont-Ferrand und Nîmes durchquert den Ort.

## Bevölkerungsentwicklung
| Jahr                       | 1962 | 1968 | 1975 | 1982 | 1990 | 1999 | 2006 | 2017 |
| Einwohner                  | 773  | 620  | 499  | 476  | 483  | 490  | 543  | 586  |
| Quellen: Cassini und INSEE |      |      |      |      |      |      |      |      |